# Luigi Ferrando (Radsportler)
Luigi Ferrando (* 28. April 1911 in Mele; † 7. Februar 2003 in Genua) war ein italienischer Radrennfahrer und nationaler Meister im Radsport.

## Sportliche Laufbahn
Ferrando war Straßenradsportler und im Querfeldeinrennen (heutige Bezeichnung Cyclosport) aktiv. 1924 begann er mit dem Radsport. 1932, 1935, 1936, 1938 und 1939 gewann er die nationale Meisterschaft im Querfeldeinrennen. 1937 wurde er Vize-Meister. Im Critérium international de cyclo-cross 1938, dem Vorläufer der Cyclocross-Weltmeisterschaften, kam er auf den 10. Platz. 
Auf der Straße gewann er als Amateur die Coppa Federico Momo und die Coppa Paolucci Curzio, 1937 als Profi die Coppa La Piemonte. 1930 gewann er den nationalen Titel im Straßenrennen der Unabhängigen. Im Rennen Tre Valli Varesine 1930 wurde er hinter Albino Binda Zweiter. 1938 siegte er im Giro dell’Appennino. 1936 war er in diesem Rennen hinter Settimio Simonini Zweiter geworden. In Spanien gewann er 1935 als erster Nicht-Spanier das Eintagesrennen Trofeo Masferrer. Im Giro d’Italia 1931 und 1934 schied er jeweils aus.